# Dominique Kivuvu
Dominique Kivuvu (född 16 september 1987) är en nederländsk-angolansk fotbollsspelare som spelar för Kabuscorp i Angola. Under säsongen 2012 var han utlånad till Mjällby AIF. Han har representerat både Nederländernas U21-herrlandslag och Angolas herrlandslag i fotboll.

## Klubbkarriär
Kivuvu är en mittfältare som föddes i Amsterdam. Han gjorde sin professionella debut med Telstar under säsongen 2005-2006.
Kivuvu är mest känd för sin fysik och sin vilja till hårt arbete. Dessa egenskaper gav honom en startplats i NEC Nijmegen. Han är även känd för sina kraftfulla precisionsskott, vilket han visat när han gjorde mål mot storlaget Feyenoord. Den 14 juni 2010 skrev Kivuvu på ett kontrakt med Rumäniens dåvarande mästare CFR Cluj och i sin debutmatch, i den rumänska supercupen, gjorde han två mål varav ett var ett självmål. Matchen, som spelades mot Unirea Urziceni, vanns av Kivuvus lag med 4-2 efter straffar. Den 29 januari 2012 presenterade Mjällby AIF att klubben hade kontrakterat Kivuvu på lån.

## Internationell karriär
Dominique Kivuvu var kapten för Nederländernas U21-herrlandslag i fotboll under 2008 Toulon Tournament, men även Angolas landslag ville ha Kivuvu. Han accepterade att spela för Angolas A-landslag, vilket medförde att han inte kan spela för Nederländerna längre. Kivuvu spelade sin första match för Angolas landslag den 6 september 2009 mot Senegal.